# کداک
ایستمن کداک (به انگلیسی: Eastman Kodak) یک شرکت چند ملیتی سازندهٔ تجهیزات، مواد خام و خدمات عکاسی است که دفتر مرکزی آن در شهر روچستر در ایالت نیویورک ایالات متحده واقع شده و توسط جورج ایستمن در سال ۱۸۹۲ تأسیس شد.
این شرکت مخترع اولین دوربین‌های عکاسی دستی بود که موجب عمومیت یافتن هنر عکاسی شد و از قدیمی‌ترین و معروف‌ترین تولیدکنندگان تجهیزات و مواد عکاسی در جهان به‌شمار می‌رفت و تصاویر نخستین فرود انسان بر کره ماه توسط یکی از دوربینهای این شرکت تصویربرداری شد.

## ورشکستگی

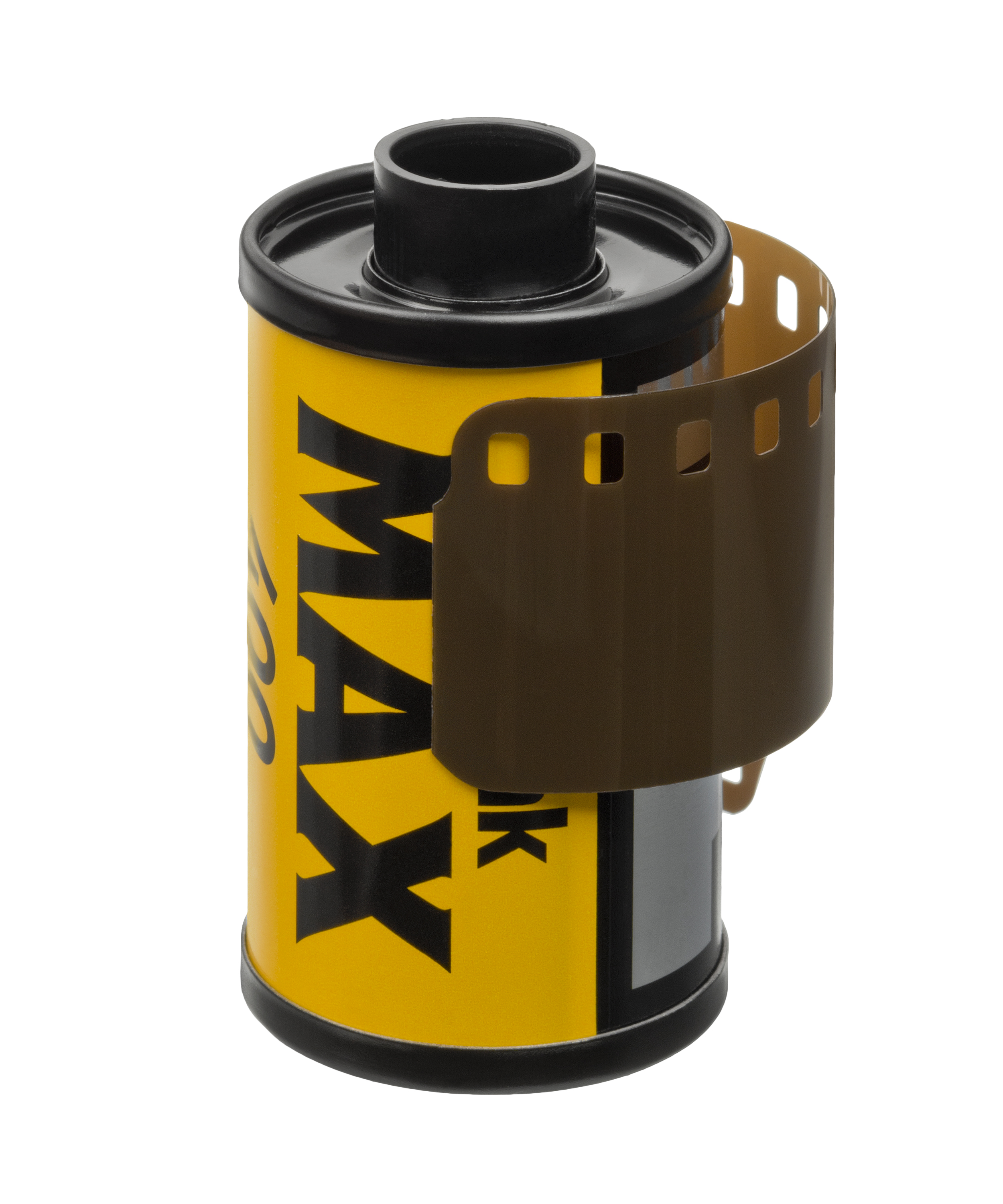
انقراض فیلم نگاتیو با ظهور دوربین‌های دیجیتال کسب‌وکار کوداک را دستخوش دگرگونی کرد

کداک که مشهورترین شرکت عکاسی سده بیستم محسوب می‌شد در سال ۲۰۱۲ اعلام ورشکستگی کرد. کارشناسان دلیل ورشکستگی کداک را ناتوانی آن در تطبیق با پیشرفت‌ها و تحولات بنیادین دنیای عکاسی در پی ورود دوربین‌های دیجیتال دانستند. این وضعیت باعث شده بود تا ارزش سهام کداک در پانزده سال از ۳۱ میلیارد دلار به کمتر از ۱۵۰ میلیون دلار کاهش یافته و تعداد کارکنان آن در مرکز اصلی شرکت هم از ۶۰ هزار نفر به هفت هزار نفر تنزل پیدا کند.

## فناوری‌های نو
شرکت کداک میلیون‌ها دلار در فناوری زنجیره بلوکی سرمایه‌گذاری کرده‌است و در حال توسعه توکن خود به نام «کوداک‌وان» (KODAKOne) می‌باشد.